# Повстанська боротьба у розповідях учасників та очевидців
Повстанська боротьба у розповідях учасників та очевидців. Яворівщина — об'ємний багатотомний проєкт польових досліджень, зачинателем якого був Луньо Євген Андрійович. Це збірник автентичних розповідей учасників та очевидців національно-визвольної боротьби українців у ХХ столітті. Ці народні оповідання у фольклорній традиції називають "зразками історичної пам'яті народу". Читачу не пропонують жодної "історичної" інтерпретації подій; лише той, хто прочитав бодай одну життєву історію зі запропонованих, здатен самостійно зробити висновки про усю драматичність та героїзм людських доль того складного періоду.
Видання знайде свого читача серед фольклористів, істориків, етнографів, культурологів, краєзнавців, а також усіх тих, кому небайдуже героїчне минуло української нації.
Двадцять вісім років Євген Луньо збирав матеріали до цього проєкту. Його респондентами стало близько 700 осіб. 

Видано три томи цього проєкту, готуються до видання ще дванадцять томів.
"Лице моє закрите, я є Жертва. Приходжу й дарую, рятую і живлю.
Не ті є найважніші, що говорять. Не ті є найважніші, що названі.
Нас, неназваних, мовчазних, Господь Утверджує й провадить, і ми чиним".  Юрій Липа "Могила незнаного бійця"

## Упорядник та історія створення проєкту
Луньо Євген Андрійович (6 січня 1960 — 10 квітня 2021) — фольклорист, дослідник українського національно-визвольного руху середини ХХ ст., дослідник повстанського фольклору, науковий співробітник Інституту народознавства НАН України, кандидат філологічних наук, поліглот, журналіст, політик, громадський діяч. Один з найрезультативніших сучасних збирачів фольклорних та історико-етнографічних матеріалів: зокрема повстанських пісень, колядок, щедрівок, а також розповідей про визвольну боротьбу українців ХХ ст.

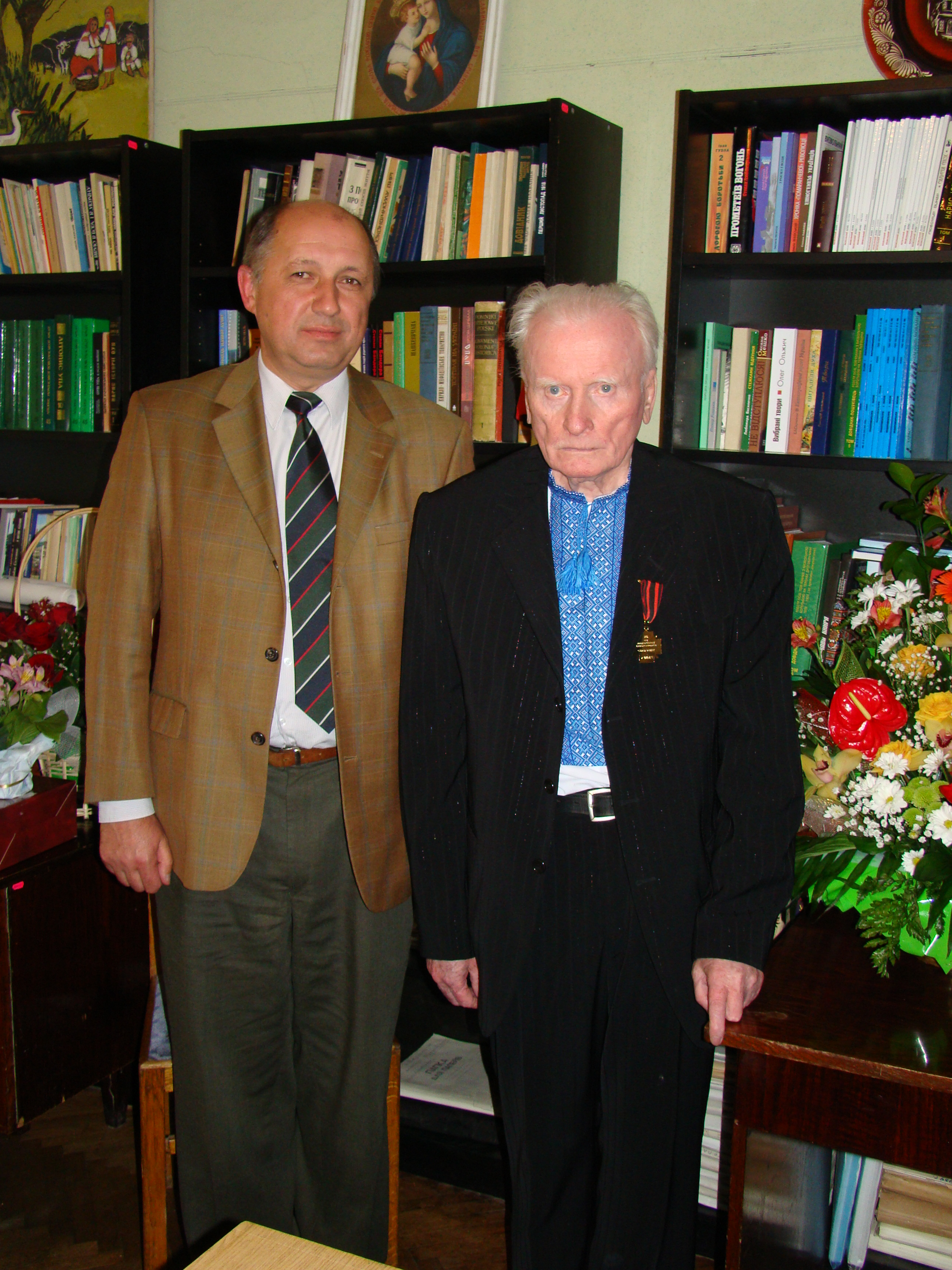
Євген Луньо разом з натхненником Григорієм Дем'яном. Львів, 2 червня 2009 рік.

Задум та мета цього видання викристалізувалися, коли Євген Луньо записував на Яворівщині націоналістичні та повстанські народні пісні. У процесі з'ясувалося, що паралельно з піснями у середовищі існувала велика кількість оповідань, переказів, легенд про визвольну боротьбу українців ХХ ст. З наукового погляду це надзвичайно цікавий матеріал, тож при дослідженні пісень його не можна було не фіксувати. Євген Луньо зрозумів, що коли цих багатств не збирати, то вони будуть безповоротно втрачені. А записуючи, упорядковуючи та видаючи ці розповіді – отримуємо можливість зберегти для нащадків цінні духовні надбання національної культури.
Спершу проєкт мав назву "Яворівщина у повстанській боротьбі. Розповіді учасників та очевидців". З цією назвою було видано два томи проєкту, том 1 (2005 рік) та том 2 (2015 рік). У 2021 році під час підготовки до друку третього тому, назва проєкту була дещо змінена на "Повстанська боротьба у розповідях учасників та очевидців. Яворівщина". Це було зроблено, щоб проєкт став більш впізнаваним і масштабнішим не лише на території Яворівщини, а й на території усієї України. Адже незважаючи, що Яворівщина у своїй історії отримає таку цінну пам’ятку про боротьбу своїх земляків, ця історія є символічною та цінною для усієї України, адже на інших теренах велась не менш запекла боротьба повстанського руху.
В один том об'єднано матеріали з одного чи двох-трьох і більше суміжних населених пунктів. 

#### Тематичні групи розповідей
- В першу чергу автор почав збирати розповіді про бої і сутички, що їх проводили сотні й відділи УПА, самооборонні кущові відділи й боївки СБ з ворогами, про знищення гестапівських та енкаведистських катів, покарання зрадників та сексотів.
- Розповіді про ворожі облави, засідки й обшуки, про викриття криївок, героїчну загибель повстанців.
- Окрему тематичну групу становлять розповіді про організацію повстанського життя, вишколи, будування криївок, налагодження розвідки, зв'язку, медичної опіки, забезпечення харчами, одягом.
- Ще одна група - це розповіді про допити, знущання й катування, що їх зазнали як повстанці й підпільники, так і мирні жителі від польських, німецьких і московських репресивних органів, про перебування у тюрмах і таборах.
- Розповіді про виселення неугодних комуністичному режимові людей у Сибір, про виснажливу дорогу туди, непосильну працю й боротьбу за фізичне виживання, а також намагання повернутися назад в Україну.

"Я не знаю більш тривкого цементу, що зв'язує розпорошені сили нації, як кров, пролита нею для своєї національної ідеї. Я не знаю нічого сильнішого, нічого більш творчого для постання легенди і традиції –цих ірраціональних елементів будування держави – як знову ж таки кров, але кров, пролита свідомо..."       Симон Петлюра

## Том 1
Повстанська боротьба у розповідях учасників та очевидців. Яворівщина / записав та упорядкував Євген Луньо. Т. 1. : Наконечне Перше, Наконечне Друге. Львів : Літопис, 2005. 576 с. : іл. 
Друге видання цього тому відбулось у 2017 році.
У 2021 році була змінена назва проєкту і дизайн обкладинки. 
Том перший містить 27 розповідей очевидців. Респондентами стали бойовики ОУН, вояки загонів УПА, зв'язкові, а також особи, які не брали участі у бойових діях, але були безпосередньо пов'язані з повстанцями, були очевидцями національно-визвольної боротьби. 

Том 1 із зміненим дизайном і назвою проєкту. Наконечне Перше, Наконечне друге. Дизайн – Мар'яна Рубель-Кадирова.

"А ше тато розказував теж, шо хлопців теж чотири, але то не ті, бо то були чужі, і вони сиділи там в стодолі на пйотрах таких. Прийшов той господар і каже: “Хлопці, там йде – чекайте, як то називали – “червона мітла”. Там йде “червона мітла”, ховайтеся”, - каже. І вони, він їм сказав, шо вони йдуть звідти з Янова, і він їм сказав іти туди як на Сторону, в інший бік, протилежний. І вони якраз ішли. То тато каже… То всі люди, хто був в хатах, то виходили дивитися, бо там рівнина, поля. Якби були до ліса, то то ліс, може би були вирвалися. А вони вийшли на поле, а там засідка. І вони всі лежать, ті хлопці. Каже тато, і то всі стоять і дивляться. Одні стояли дивилися на Янів, а ті дивилися туди на Сторону, де хлопці йдуть. І москалі обкружили хлопців, всьо. Кричать: “Стой, бандера!” Каже тато: “Всі люди заглядали, бо то якшо таке во, то не можна було. Бо вони як вже забили, то вже приводили. І тоди, каже, вони ся відстрілювали, ше кілька москалів забили. І потім, каже, той їх командир кликнув так во всіх, притулив до себе, каже, так обнялися всі. Крикнули: “Слава Україні!” І він тоді витяг пістолєт і всіх трьох застрілив. Бо вони би були всі страшно мучені. А москалі кричать всі: “Стой! Нє стрєляй!” І він так всіх трьох застрілив, потім сам себе. І вже їх забрали мертвих.
І той командир “Підкова” так пригорнув до себе, потім кожного застрілив і тоди себе. Поки москалі добігли – вони не далися живими в руки. Бо то би мучили. Є такі люди, шо не могли тих муків витерпіти. Бог знає, які вони муки страшні знали".
Із розповіді Єви Рудої. 

## Том 2
Повстанська боротьба у розповідях учасників та очевидців. Яворівщина / записав та упорядкував Євген Луньо. Т. 2 : Яворів. Львів : Растр-7, 2015. 1080 с.
До другого тому увійшло 49 розповідей з міста Яворова. 
З рецензією докторки філологічних наук Оксани Кузьменко на цю книгу можна ознайомитись на покликанням. 

## Том 3
Повстанська боротьба у розповідях учасників та очевидців. Яворівщина / записав та упорядкував Євген Луньо ; технічні упорядники Петро Луньо та Леся Дуда. Т. 3 : Бунів, Іваники, Калинівка, Поруденко, Наконечне Перше, Наконечне Друге. Львів ; Дрогобич : Коло, 2021. 760 с. : іл. 
До третього тому увійшло 34 розповідей з сіл Бунів, Іваники, Калинівка, Поруденко, Наконечне Перше та Наконечне Друге. Презентація книги відбулася 24 серпня 2021 року.

## Очікують виходу у світ
- Повстанська боротьба у розповідях учасників та очевидців. Яворівщина / записав та упорядкував Євген Луньо ;                                                                                          Т. 4 : Яворів (доповнення).
- Повстанська боротьба у розповідях учасників та очевидців. Яворівщина / записав та упорядкував Євген Луньо ;                                                                                          Т. 5 : Чернилява, Нагачів, Дрогомишль, Семирівка, Липовець.
- Повстанська боротьба у розповідях учасників та очевидців. Яворівщина / Записав та упорядкував Євген Луньо ;                                                                                         Т. 6 : Чолгині, Терновиця, Прилбичі, Мужиловичі, Підлуби, Бердихів, Молошковичі.
- Повстанська боротьба у розповідях учасників та очевидців. Яворівщина / Записав та упорядкував Євген Луньо ;                                                                                          Т. 7 : Черчик, Рогізне, Оселя, Віжомля, Новосілки, Глинець, Бортятин, Тучапи, Хоросниця, Шутова, Чорнокунці, Судова Вишня.
- Повстанська боротьба у розповідях учасників та очевидців. Яворівщина / Записав та упорядкував Євген Луньо ;                                                                                         Т. 8 : Залужжя, Старий Яр, Коти, Новини, Вербляни, Хляни, Вахули
- Повстанська боротьба у розповідях учасників та очевидців. Яворівщина / Записав та упорядкував Євген Луньо ;                                                                                          Т.  9 : Любині, Морянці, Сарни, Гуки, Коханівка, Божа Воля, Краківець, Малнів, Кобильниця Волоська, Роснівка, Млини, Любачів, Глиниці, Брожки, Вовча Гора, Мельники, Жбадин, Будзинь
- Повстанська боротьба у розповідях учасників та очевидців. Яворівщина / Записав та упорядкував Євген Луньо ;                                                                                          Т.  10 : Завадів, Поруби, Липина, Щеплоти, Колониці, Грушів, Дацьки
- Повстанська боротьба у розповідях учасників та очевидців. Яворівщина / Записав та упорядкував Євген Луньо ;                                                                                         Т.  11 : Немирів, Салаші, Вороблячин, Середкевичі, Смолин, Парипси
- Повстанська боротьба у розповідях учасників та очевидців. Яворівщина / Записав та упорядкував Євген Луньо ;                                                                                         Т. 12 : Новояворівськ, Цетуля, Шкло, Старичі, Верещиця, Вільшаниця
- Повстанська боротьба у розповідях учасників та очевидців. Яворівщина / Записав та упорядкував Євген Луньо ;                                                                                         Т. 13 : Лозино, Івано-Франкове, Дубровиця, Великополе, Страдч, Лелехівка
- Повстанська боротьба у розповідях учасників та очевидців. Яворівщина / Записав та упорядкував Євген Луньо ;                                                                                           Т. 14 : Вороців, Сторона, Мальчиці, Поріччя, Солуки, Паланки, Кам’янобрід, Добростани, Суховоля
- Повстанська боротьба у розповідях учасників та очевидців. Яворівщина / Записав та упорядкував Євген Луньо ;                                                                                         Т. 15 : Кожичі, Домажир, Зелів, Жорниська, Ясниська, Рясна-Руська, Рясна-Польська, Рокитне

Електронна адреса, на яку можна звертатись до технічних упорядників з тих чи інших питань, що стосуються проєкту: proektpb.info@gmail.com
"Брат частіше ховався вдома, зі зброєю. Не раз до нього приходили й інші хлопці з ліса. Але, як настала весна, більше став бувати в лісі.
Одного разу, то було чи то 28 чи 29 травня 1945 року, після обіду Івась каже до мами: “Мамо, я мушу йти. Мені треба йти з Миханем, там десь в ліс”. – “Та чого ти підеш, та нехай ту хлопці прийдут”. – “Мамо, нє, я мушу іти в ліс”. Так сказав і пішов. Ввечір прийшов знову і каже: “Дайте мені молока, бо Миханьо хворий”. А в Михайла не було корови, бо їхню хату і господарку спалили більшовики, вони там жили під лісом, і воба вони пішли на то місце, де колись була хата Миханя.
Мама наготувала йому їсти, і він пішов. На другий день я мала пасти худобу ще з трьома старшими дівчатами. Ми погнали пасти спеціально коло того місця, де брат перебував. Був там ставочок, на краю нього росли кущі, лози, і з тих лозів був хід до криївки. В одній з тих спалених хат раніше жила родина Ничкали.
Но і в той день, як брат загинув, нас пригнало три: така Рихалька Оленка, Сувала Катерина і я. То сталося 30 травня. Ми пасемо там худобу. Я хотіла іти до партизанів і занести їм їсти, передачу від мами. А вона, та Олена Рихалька, говорит: “Знаєш шо, тебе ся будут бояли, бо там більше хлопців є. Давай то, я занесу сама, бо я старша”. Я кажу: “Неси”.
Взяла від мене то все, горнець зі стравою, хліб і ще там щось, зав’язане то все в хустину, і понесла. До того місця від нас було так зі сто метрів. І вона навіть не встигла туди дійти, як почулися стріли і стало видно дим. З лісу насували енкаведисти, їх було десятки, так звана “червона мітла”.
І за десять хвилин вона вертає, і така сполошена біжит. І кричить: “Втікаймо! Втікаймо!” А я кажу: “Чо втікаймо?” – “Та втікаймо”. А тут вже кулі свистят біля нас.
Я дивлюся, а таке дерево було, черешня, і брат з тої черешні скочив. Я побачила на свої очі, як мій брат і Михайло Ничкало почали втікати. Но і ше я бачила, бо то недалеко, так може метрів п’ятдесять, як брат побіг, а ту вже стріляют – і кров брата. Він ше відстрілювався, і його ранили. Їм не дали доступу до ліса, бо більшовики самі були в лісі і наші хлопці через поле хотіли перебігти в кущі, а потім дальше в ліс. Вони відстрілювалися, але по них стріляли більше. Першим впав вбитий Михайло Ничкало, а мій брат ще кілька разів встрілив і тоді попали в нього, він впав.
А я кричу дуже: “Йой, та то мій брат! Йой, та то мій брат!” А Оленка мене так во за голову і в борозду: “Та тихо будь. Втікаймо додому, бо ще йнас поб’ють”. Но але шо, я все одно кричу, бо бачу, як кров бризкає. Бо він впав, а коли москалі прибігли, він був ше живий, і вони стали його дуже бити. Прикладами від автоматів чи чимосьсь, так сікли його, бо йому дуже голову ту во всю порозбивали. Не було йго впізнати, шо то він. Я то все бачу: з розмаху били і по голові, і по чім попало. Кров бризкала на всі сторони. Я почала кричати, що то мій брат, не бийте його, та не бийте, та впустіть його.
Так шо ми потім збирали тиждень ті його кости. В мого брата було пів голови, права сторона, зовсім розбито, так що не можна було впізнати. Його розпізнали по камізельці, яку вив’язала старша сестра з овечої шерсті. Та камізелька мала в собі сорок чотири дзюри від куль.
А ми йно ходили, там де йго забили, там таке було місце витовчене велике і кості з голови. З тіла нє, іно з голови. Но і ми тую голову збирали і тоди принесли сюда до священника і кажем: “Во, нам треба похоронити якось”. А він говорит: “То добре, я похороню”. Бо він думав, шо їх не привезут. І відправив, похоронив.
А тоди ми з сестрами ше ходили на то місце, де Івася вбили і все збирали ті його подрохочені кости. Пішла сестра, назбирала, в хустку зав’язала і принесла. Тай закопали на гріб. І так кілька разів. Бо дощ перейде, і знов було видно кости.
Березові хрести на їх могилах москалі йно побачили, то викидали, але вночі хлопці знов поставлять. На Великдень і на Зелені свята все мусіли бути хрести з тризубами з дроту і жовто-синіми стяжками".
Із розповіді Ірини Дорош